# Sphaenorhynchus pauloalvini
Sphaenorhynchus pauloalvini es una especie de anfibio anuro de la familia Hylidae.

## Distribución geográfica
Esta especie es endémica del estado de Bahía en Brasil. Habita en los municipios de Itabuna y Una.

## Etimología
Esta especie lleva el nombre en honor a Paulo de Tarso Alvim Carneiro (1919-2011).

## Publicación original
- Bokermann, 1973 : Duas novas especies de Sphaenorhynchus da Bahia (Anura, Hylidae). Revista Brasileira de Biologia, vol. 33, n.º 4, p. 589-594.[6]